# Bundesvereinigung City- und Stadtmarketing Deutschland
Die Bundesvereinigung City- und Stadtmarketing Deutschland (bcsd e. V.) vertritt als Bundesverband City- und Stadtmarketingorganisationen aus rund 450 Städten und Kommunen des gesamten Bundesgebietes. Seit der Gründung 1996 in Berlin, vertritt die bcsd als Bundesverband Stadtmarketingorganisationen und Akteurinnen der kooperativen Stadtentwicklung bei ihrer Arbeit für die Zukunftsthemen der Städte.
Die Bundesvereinigung City- und Stadtmarketing (bcsd e. V.) ist ein eingetragener Verein, der durch einen ehrenamtlichen Vorstand mit sieben Mitgliedern geführt wird. Die operative Verbandsführung der Bundesvereinigung City- und Stadtmarketing Deutschland wird von der Geschäftsführung ausgeübt mit Sitz in Berlin.
11 Landesverbände vertreten darüber hinaus die Interessen der bcsd auf Landesebene. Sie sind nicht selbstständige, regionale Untergliederungen des Bundesverbandes. Die Mitglieder des Landesverbandes wählen aus ihrer Mitte jeweils zwei ehrenamtlich tätige Landesbeauftragte, die sowohl den Landesverband führen als auch aktuelle Themen in die Diskussion auf Bundesebene einbringen.

## Organisation
Der Verein ist ein eingetragener Verein mit Sitz und Geschäftsstelle in Berlin. Der Vorstand arbeitet ehrenamtlich. Der Bundesverband ist in elf Landesverbände unterteilt, deren Sprecher sich für die Anliegen der Regionen einsetzen.
Die operative Verbandsführung der Bundesvereinigung City- und Stadtmarketing Deutschland wird von der Geschäftsführung ausgeübt. Neben den ordentlichen Mitgliedern (Stadt- und Citymarketingorganisationen, Kommunen, Händlergemeinschaften) können sich auch Unternehmen und Agenturen am Vereinsleben als Fördermitglieder beteiligen.

## Aufgaben und Ziele
Die bcsd hat sich der Förderung und Stärkung des City- und Stadtmarketings verschrieben. Der Verband unterstützt Akteurinnen und Akteure in ihrer Arbeit für lebenswerte und multifunktionale Innenstädte. Dabei orientiert sich die bcsd am Leitbild der europäischen Stadt, die sich durch ihre Lebendigkeit, Multifunktionalität und Attraktivität auszeichnet.
Zu den Kernaufgaben der bcsd gehören:
- Unterstützung der Stadtentwicklung: Förderung eines kooperativen Dialogs mit Akteurinnen und Akteuren aus den Bereichen Wohnen, Arbeiten, Einkaufen, Erholen und Stadtgestaltung.

- Expertise und Netzwerke: Bereitstellung von Fachwissen und Plattformen für den Austausch über zukunftsfähige Städte.

- Impulsgeberin: Entwicklung und Verbreitung konkreter Handlungsansätze durch die Zusammenarbeit von Wissenschaft und Praxis.

## Politische Arbeit
Die bcsd vertritt die Interessen ihrer Mitglieder auf Bundes- und Landesebene. Zu den politischen Aktivitäten gehören:
- Verhandlungen mit der GEMA.
- Stellungnahmen zu Gesetzgebungsverfahren und Landesentwicklungsplänen.
- Bewertung und Vorbereitung von Förderprogrammen.

Wichtige Projekte der politischen Arbeit:
- Weißbuch Innenstadt – Starke Zentren für unsere Städte und Gemeinden (BMVBS, 2011).[2]
- Dialogplattform Einzelhandel (BMWi, 2017).[3]
- Mitglied im Beirat Innenstadt des BMWSB.[4]
- Mitwirkung an der Innenstadtstrategie des BMWSB („Die Innenstadt von morgen – multifunktional, resilient, kooperativ“, 2021).[5]
- Update der Innenstadtstrategie (2025, in Planung).

Darüber hinaus sammelt die bcsd wichtige Kennzahlen und erstellt Positionspapiere sowie Leitfäden zu Themen des Stadtmarketings.

## Veranstaltungen und Weiterbildung
Ein zentraler Bestandteil der Arbeit der bcsd ist der Informations- und Erfahrungsaustausch zwischen Stadtmarketingakteurinnen und -akteuren. Dazu organisiert der Verband regelmäßig Tagungen und Weiterbildungsangebote:
1. Deutscher Stadtmarketingtag: Jährliche Frühjahrstagung mit fachlichen Diskursen und Netzwerkmöglichkeiten.
2. Deutsche Stadtmarketingbörse: Jährliche Herbstveranstaltung mit Fokus auf Praxisbeispiele und Diskussionen.
3. Seminare und Workshops: Regelmäßige Weiterbildungen zu aktuellen Themen des Stadtmarketings, sowohl in präsenten Formaten als auch online.
4. ICR-Studiengang: In Kooperation mit dem Institut für City- und Regionalmanagement (ICR) bietet die bcsd den Weiterbildungsstudiengang „ICR Kompakt“ an, der zur Zertifizierung als City-, Stadt- und Regionalmanagerin führt.